# Robert Christopher Riley
Robert Christopher Riley (New York, 11 oktober 1980) is een Amerikaans acteur.

## Biografie
Rileys vader is van Barbados en zijn moeder van Trinidad en Tobago. Van 2013 tot 2016 speelde hij de rol van Terrence Wall in de dramaserie Hit The Floor. In 2017 werd hij de nieuwe Michael Culhane in de heropstart van Dynasty. In de oorspronkelijke serie was Culhane wit.  